# Трифон Константинопольський
Трифон (невідомо  — 933 ) — патріарх Константинопольський з 928 по 931 роки. Спочатку монах із Малої Азії, він був зведений у сан візантійським імператором Романом I Лекапене (920—940) у 928 році під обіцянкою, що він піде у відставку, коли Феофілакт, син імператора, досягне необхідного віку. Однак у 931 році він став жертвою змови імперських прихильників і зрештою був змушений піти у відставку. Через два роки він помер у своєму монастирі. Православною церквою зарахований до лику святих. День пам'яті відзначається 19 квітня.

## Життєпис

### Перші роки
Трифон походить з Малої Азії. Вперше про нього є свідчення в 914 році, коли отримав чотири листи від патріарха Миколая Містика. На них він дав короткі відповіді Миколі. В одній з них натякає на хворобу, якою захворів Трифон і від якої він попросив ліків у Миколая, який надіслав їх разом із своєю відповіддю. В іншому цитується невисловлена стурбованість Трифона, до вирішення якої Микола зробив усе можливе. Згідно з листом, надісланим Феодором Дафнопатою митрополиту Іраклійському Анастасію від імені і за дорученням візантійського імператора Романа I Лакапіна (920—940) наприкінці 931 або на початку 932 року, в 12-річному віці Трифон був дияконом, а в 15-річному — священиком. У літописах він згадується як монах, який жив в Опситіанській Темі і був відомий своїм благочестям, святістю, смиренністю, беззлобністю, цілковитим підпорядкуванням Божій волі, твердою вірою і любов'ю до Церкви.

### Патріархат
14 грудня 928 року Трифон був висвячений на патріарха імператором за умови, що він піде у відставку на користь сина Романа Феофілакта, коли хлопчик досягне віку, необхідного для висвячення. Переконавшись, що угода буде виконана, імператор допомагав йому розвивати Церкву, надаючи милостиню та пожертви на монастирі та притулки. У 928/931 роках Трифон висвятив Анастасія митрополитом Гераклеї. У 931 році Феофілакту виповнилося 16 років, і Роман нетерпляче попросив його піти у відставку, щоб хлопець зайняв патріарший престол. Утім, Трифон відмовився передати посаду недосвідченому юнакові, в результаті чого імператор розлютився, бажаючи заарештувати та вбити патріарха, чого він не зробив, оскільки того шанували й підтримували люди.
Тож Роман скористався хитрою порадою митрополита прототрона Феофіла Кесарійського. Єпископ пішов назустріч Трифону і розповів йому, що імператор, намагаючись усунути його з патріаршого престолу, обмовивши його, що він не вміє писати. Таким чином, Теофіл порадив йому скликати синод, на якому він напише на чистому папері своє ім'я та посаду і пошле це Роману, доводячи, що той його омовив. Синод був скликаний у серпні, і коли єпископи були зібрані, Трифон, за свідченням, сказав:
|  | О святі співслужителі, ті, хто бажає вигнати мене з престолу, несправедливо вигадують різні способи, щоб знайти вагому причину, щоб вигнати мене, але нічого не знайшли. Пізніше мені висунули таке звинувачення: мовляв, я не вмію писати. Тож тепер, на очах у всіх вас, я напишу ці тексти, щоб мої кривдники бачили та знали, а отже, покинули своє несправедливе переслідування мене. |

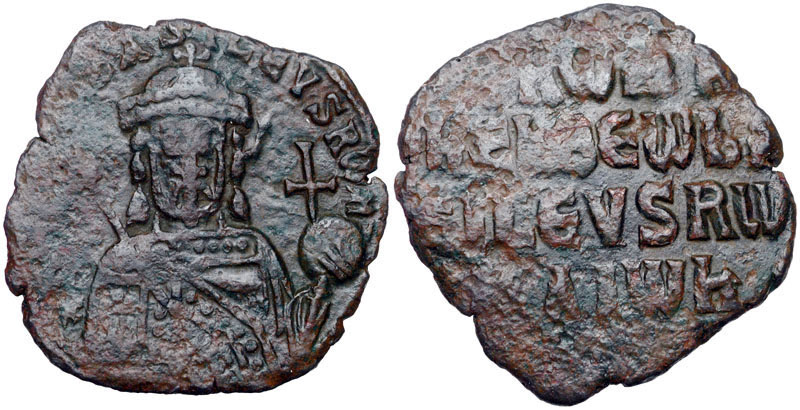
Фоліс імператора Романа I Лакапіна (920—944).

Вимовивши ці слова, Трифон взяв новий аркуш і в присутності всіх написав таке: «Трифон, милістю Божою, архієпископ Константинопольський, Нового Риму і Вселенський Патріарх». Написуючи його, він надіслав повідомлення Романові через прототрон. Коли папір був представлений, Роман наказав написати над своїм підписом: «Цим залишаю посаду патріарха, оскільки вважаю себе недостойним цієї посади»; за словами Іоанна Скіліца, редактором був Теофіл. Документ був представлений на розгляд синоду, а патріарха було усунено від Церкви.
За іншою версією подій, представленою в листі Арети Кесарійського, синод був скликаний для обговорення поведінки Трифона, мабуть, через порушення канонів. Автор послання наводить, що Трифон письмово повідомив, що не прийде на Синод за станом здоров'я. Він також повідомляє, що звинувачення були передані імператору напередодні разом із вимогою зняття. Як стверджують автори ПМБ, незалежно від привілейованої версії, джерела вказують, що він усамітнився у своєму монастирі в Малій Азії, де й помер у 933 році. Тіло Трифона було перевезено до Константинополя і поховано разом з іншими патріархами. Він був прославлений як святий і день його пам'яті відзначається Православною Церквою 19 квітня.